# Club Social Deportivo Junín
Maillots
Le Club Social Deportivo Junín – couramment appelé Deportivo Junín – est un club péruvien de football basé à Huancayo, ville du centre du Pérou.

## Histoire
Fondé en 1962, le Deportivo Junín attend 1974 pour se hisser en 1re division à la faveur d'un élargissement du nombre de participants en D1 (passant de 18 à 22 clubs). Sa première saison au sein de l'élite s'avère compliquée - jusqu'à quatre entraîneurs s'y succèdent - mais il parvient à se sauver de la relégation. La saison suivante fut meilleure puisqu'il atteint la Liguilla – c'est-à-dire il figure parmi les six premiers du championnat se disputant le titre dans un mini-tournoi à six – même s'il y termine à la dernière place. Le 14 décembre 1975, à l'occasion d'une rencontre de championnat face à l'Atlético Chalaco, Ángel Vicente Avilés – attaquant du Deportivo Junín – est victime d'un infarctus fulminant qui le terrasse en plein match.
Entre 1983 et 1985, le club change de nom et devient le Huancayo FC. À la fin des années 1980, il remporte trois championnats régionaux – le championnat du Centre – en 1987, 1988 et 1990-I. Néanmoins, le club est lourdement sanctionné par la Fédération péruvienne de football qui le retrograde et lui impose une suspension de 5 ans d'exercer toute activité sportive. En effet, en 1990, le Deportivo Junín s'arrange avec d'autres clubs (Alipio Ponce de Mazamari et Defensor ANDA de Aucayacu) pour falsifier des feuilles de matchs "fantômes" c'est-à-dire n'ayant jamais été disputés.
En 1998, le Deportivo Junín fusionne avec le Meteor SC, équipe connue sous le nom de Meteor-Junín, qui évolue en 2e division avant de disparaître définitivement l'année suivante. Actuellement, le club participe dans les ligues de district de Huancayo sous le nom de Deportivo Junín de Ocopilla.

## Résultats sportifs

### Palmarès
| Compétitions régionales | Compétitions de district                                  |
| - Championnat de la région du Centre (3) : - Vainqueur : 1987, 1988 et 1990-I. - Ligue de la région de Junín (2) : - Vainqueur : 1971 et 1973. | - Ligue de district de Huancayo (1) : - Vainqueur : 2009. |

### Bilan et records
- Saisons au sein du championnat du Pérou : 17 (1974-1990).

## Couleurs et logo

### Maillot
Le Deportivo Junín adopte la couleur orange sur son maillot principal en 1976 en hommage à l'équipe des Pays-Bas, vice-championne du monde deux ans auparavant. Entre 1983 et 1985 le club change de nom (il devient alors le Huancayo FC) et change ses couleurs en conséquence, avec un maillot vert à rayures blanches. Il revient à l'orange dès 1985.
Historique
Évolution des maillots utilisés à domicile depuis la création du club en 1962. 

| (1962–1975) | (1976-1982) | (1983-1985) | (1985-) |  |

## Personnalités du Deportivo Junín

### Joueurs

#### Grands noms
Le Deportivo Junín reste le dernier club de Hugo Sotil, célèbre attaquant péruvien des années 1970. Eloy Campos, milieu de terrain péruvien (mondialiste en 1970) y fut entraîneur-joueur en 1976-1977. Enfin, Carlos Delgado García termine meilleur buteur du championnat 1989 (14 buts) sous les couleurs du club.

### Entraîneurs
| - Eloy Martín Tojo (entraîneur-joueur) (1973) - Juan De La Vega (1974) - Óscar Montalvo (1974) - Orlando Calle (1974) - Ricardo Alfaro (1974) - Mario Gonzales Benites (1975) - Diego Agurto (1976) - Eloy Campos (entraîneur-joueur) (1976-1977) | - Manuel Márquez (1977) - Juan Honores (1977) - Benicio Acosta (1978) - Carlos Oliva (entraîneur-joueur) (1979) - Ronald Pitot (1980) - Walter Milera (es) (1980-1981) - Miguel Ortega (1982) - Roberto Chale (1983) - José Julio Villanueva (1984) - Juan José Muñante (1984) - Víctor Zegarra (1985) - Hugo Sotil (entraîneur-joueur) (1986) | - Ronald Amoretti (1986) - Ramón Apolinario (1987-1988) - Mario Gonzales Benites (1988) - Miguel Ángel Guzmán (1989) - Félix Lozada (2002) - Mifflin Bermúdez (entraîneur-joueur) (2003) - Félix Lozada (2019) - Junior Álvarez Varela (2020-) |